# John Wesley Hyatt
John Wesley Hyatt (28 de novembre de 1837 - 10 de maig de 1920) va ser un inventor nord-americà. Se'l coneix per haver simplificat el procés de producció del cel·luloide.
John Hyatt va néixer a Starkey, Nova York. Va començar a treballar en una impremta als 16 anys, però com a inventor va arribar a registrar centenars de patents. Mentre investigava la cerca d'un substitut de l'ivori per a la producció de boles de billar, va dur a terme experiments amb cel·luloide. El resultat va ser una manera viable de produir cel·luloide, fet que va portar a Hyatt a crear la companyia Celluloid Manufacturing Company el 1872.